# Drogajafre
Drogajafre - Farmácias e Drogarias Adjafre S/A foi uma rede de farmácias localizada em Fortaleza, Brasil. Era de propriedade da família Adjafre e foi a maior rede de farmácias do estado do Ceará.[carece de fontes?]

## Venda
A Drogajafre foi vendida para a rede de farmácias Pague Menos. Na época ela contava com 19 filiais.